# Ekrem İmamoğlu
Ekrem İmamoğlu (Akçaabat, Turska, 4. lipnja 1970.) turski je političar koji obnaša dužnost gradonačelnika Istanbula od 2019. 
Prvi put je izabran u ožujku 2019. s malom razlikom od 13 000 glasova kao kandidat Nacionalne alijanse (Republikanska narodna stranka i Dobra stranka). Nakon što je kratko služio od travnja do svibnja 2019., Vrhovno izborno vijeće je kontroverzno poništilo njegov izbor. Na sljedećim izborima u lipnju 2019. pobijedio je s mnogo većom razlikom od 800 000 glasova. Ponovno je izabran 2024. s približno 50% glasova za još jedan petogodišnji mandat.
Prije nego što je postao gradonačelnik Istanbula, İmamoğlu je bio gradonačelnik okruga Beylikdüzü od 2014. do 2019. Njegov uspon bio je neočekivan, jer se pojavio kao kandidat Nacionalne alijanse u odnosu na etabliranije političare.
U prosincu 2022. İmamoğlu je osuđen na više od 2,5 godine zatvora i zabranjeno mu je bavljenje politikom zbog navodnog „vrijeđanja izbornih dužnosnika”, iako se te optužbe uvelike smatraju politički motiviranima. Zabrana nije bila provedena jer je potrebna potvrda viših sudova.
Dana 19. ožujka 2025. İmamoğlu je uhićen pod optužbama za korupciju zajedno s više od 100 drugih osoba. Optužen je za razna kaznena djela, uključujući iznudu, pranje novca i nepravilnosti u državnim ugovorima. Također se navodi da je pomagao Kurdistanskoj radničkoj stranci (PKK). Dan prije njegova uhićenja, sveučilište je poništilo njegovu diplomu, što bi ga diskvalificiralo iz budućih predsjedničkih utrka. Odluka o uhićenju došla je samo nekoliko dana prije nego što ga je oporba trebala nominirati za predsjedničkog kandidata za izbore 2028.
Nakon njegova uhićenja, İmamoğluova stranka, CHP, nazvala je to „civilnim udarom” i pozvala na prosvjede diljem zemlje. Nakon toga, guverner Istanbula, Davut Gül, uveo je četverodnevnu zabranu prosvjeda u gradu. Unatoč ograničenjima, prosvjednici su se okupili ispred općine Şişli i držali slogane potpore İmamoğluu.